# 劉益 (正統進士)
劉益（1405年—？），字謙之，江西廣信府貴溪縣人，民籍，明朝政治人物。

## 生平
正統三年（1438年）戊午科江西鄉試第五名舉人，四年（1439年）中式己未科會試第三十二名，三甲第五十一名進士。任福建布政使司參議。

## 家族
曾祖劉汶軒；祖父劉用民；父劉克淵。